# Pennywise (groupe)
Pennywise est un groupe de punk rock américain, originaire de Hermosa Beach, en Californie.
Influencé par la scène californienne et des groupes tels que Bad Religion, Minor Threat ou TSOL, le quatuor, composé de Jim Lindberg (chant), Fletcher Dragge (guitare), Byron McMackin (batterie) et Jason Thirsk (basse), joue un punk rock rapide et mélodique aux accents hardcore. Leur nom, Pennywise, vient du livre de Stephen King, Ça, Pennywise étant le nom du clown maléfique qui incarne les peurs ancestrales des protagonistes du livre.
Après la parution de deux EP en 1989, Pennywise signe un contrat avec Epitaph. C'est alors que le groupe sort son premier album qui aura un grand succès auprès de la scène « underground » et du milieu « skate » de  Los Angeles. Par la suite, le groupe d'Hermosa Beach (Californie) continuera de s'attirer des fans avec des albums tels que Unknown Road ou About Time. En 1996, Randy Bradbury le bassiste qui officie uniquement lors des enregistrements des albums de Pennywise, remplace Jason Thirsk qui quitte le groupe afin de tenter de contrôler son alcoolisme grandissant. Après le suicide de ce dernier, le groupe entre dans une période étrange [pourquoi ?] qui donnera naissance à leur album le plus connu (Full Circle en 1997). Depuis quelques années, le groupe poursuit ses tournées tout en sortant des albums qui gardent toujours une mentalité punk, sans se laisser tenter vers une tournure plus pop de ce genre.
Pendant l'été 2009, Jim Lindberg, chanteur emblématique du groupe depuis 20 ans, décide de le quitter. Le 16 février 2010, le groupe annonce le nom du remplaçant de Lindberg, Zoli Téglás, chanteur du groupe de hardcore mélodique Ignite. Jim Lindberg fonde un nouveau groupe de punk rock, Black Pacific. Le dernier album All or Nothing est l'occasion de repartir à zéro pour le groupe et de proposer un nouvel album sans l'influence de Lindberg. Le 29 octobre 2012, Pennywise annonce le retour du chanteur Jim Lindberg dans ses rangs. En 2014, le groupe profite de ce retour de Jim dans ses effectifs pour enregistrer un album, Yesterdays (d'après une chanson de From the Ashes), plus proche, musicalement, de ses origines, constitué de chansons aux rythmes moins rapides et aux riffs plus basiques. Certaines de ces chansons sont d'ailleurs issues des premières répétitions du groupe et ont été réenregistrées pour l'album.

## Biographie

### Débuts (1988–1996)
Pennywise est formé en 1988 à Hermosa Beach, en Californie, par le chanteur Jim Lindberg, le guitariste Fletcher Dragge, le batteur Byron McMackin, et le bassiste Jason Thirsk. Ils publient deux EP, A Word from the Wise et Wildcard (en 1989). Chacun des membres sont d'anciens membres d'autres groupes locaux de Hermosa Beach et ont tous étudié à la Mira Costa High School, excepté McMackin, qui a étudié à la Redondo Union High School.
Le groupe signe au label Epitaph Records en 1990 et publie son premier album Pennywise (1991). L'album circule rapidement dans la scène punk, permettant au groupe de se faire connaitre à l'échelle internationale. Les paroles de l'album sont positives, aidant à promouvoir la mentalité de la génération X. Lindberg quitte le groupe peu après les enregistrements. En 1992, le chanteur du groupe The Vandals, Dave Quackenbush, endosse le chant pour le groupe. Bradbury quitte le groupe et Thirsk revient à la basse.
Lindberg se marie et retourne dans le groupe en 1992 à temps pour leur deuxième album Unknown Road, publié en août 1993, un succès underground. Il comprend treize chansons, dont Slowdown. Pennywise parvient à tourner à l'international avec des groupes comme The Offspring. About Time, le troisième album de Pennywise, est publié le 13 juin 1995. Il est le premier à atteindre le classement Billboard 200 (96e). Il contient un single Same Old Story. En 1996, Pennywise commence à enregistrer son quatrième album. Thirsk quitte le groupe pour consacrer à sa cure de désintoxication à cause de sa dépendance à l'alcool. Il réussit à se sevrer mais se suicide d'une balle dans la poitrine le 29 juillet 1996. Leur album qui suit, Full Circle, lui est dédié.

### Popularité continue (1996–2002)
Après la mort de Thirsk, Bradbury rejoint le groupe comme bassiste et enregistre leur nouvel album, Full Circle (1997). Malgré la perte de leur ami et bassiste, l'album est publié plusieurs mois après la mort de Thirsk, et est dédié à sa mémoire. Toujours pour Thirsk, le groupe réenregistre une chanson de leur premier album, Bro-Hymn, et le renomment Bro-Hymn (tribute).
L'album qui suit, Straight Ahead, est publié en 1999. L'album atteint la 62e place du Billboard 200, et la huitième des classements australiens. L'album comprend un seul single, Alien. Une dix-huitième chanson, une reprise de Down Under de Men at Work est publiée en Australie et en Nouvelle-Zélande.
Un album live, Live @ the Key Club, est publié en 2000. Il comprend des chansons de leur précédent albums. Land of the Free? est publié en 2001 et atteint la 67e place du Billboard 200. La chanson Who's On Your Side est coécrite par Brett Gurewitz (Mr. Brett), guitariste de Bad Religion.

### DeFrom the AshesàReason to Believe(2003–2009)
From the Ashes est publié le 9 septembre 2003 aux États-Unis, et atteint la 54e place du Billboard Top 200, la quatrième des Top Independent Albums, et la 13e des classements australiens. Il comprend 14 chansons, sans singles. Home Movies, la seule vidéo du groupe, est publiée en 1995. Home Movies est réédité en DVD pour la première fois en 2004. Leur huitième album, The Fuse, est publié en Europe le 27 juin, et en Amérique du Nord en août 2005. En 2006, Pennywise enregistre une reprise de My Life de Sick of It All, pour l'album-hommage Our Impact Will Be Felt.
Le groupe revient en studio en 2007 pour son neuvième album, Reason to Believe,qui est publié le 25 mars 2008. L'album n'atteint pas le succès escompté dans les classements Billboard, car ayant été partagé gratuitement sur Myspace et téléchargé plus de 400 000 fois. Il atteint la 98e place aux États-Unis et la 46e en Australie. Reason to Believe comprend trois singles, The Western World, Die for You, et One Reason. En août 2009, Jim Lindberg annonce son départ du groupe.
À cette période, pendant que Lindberg quitte le groupe, Pennywise commence à écrire son dixième album. Lindberg formera le groupe The Black Pacific.

### All or Nothing(2009–2012)

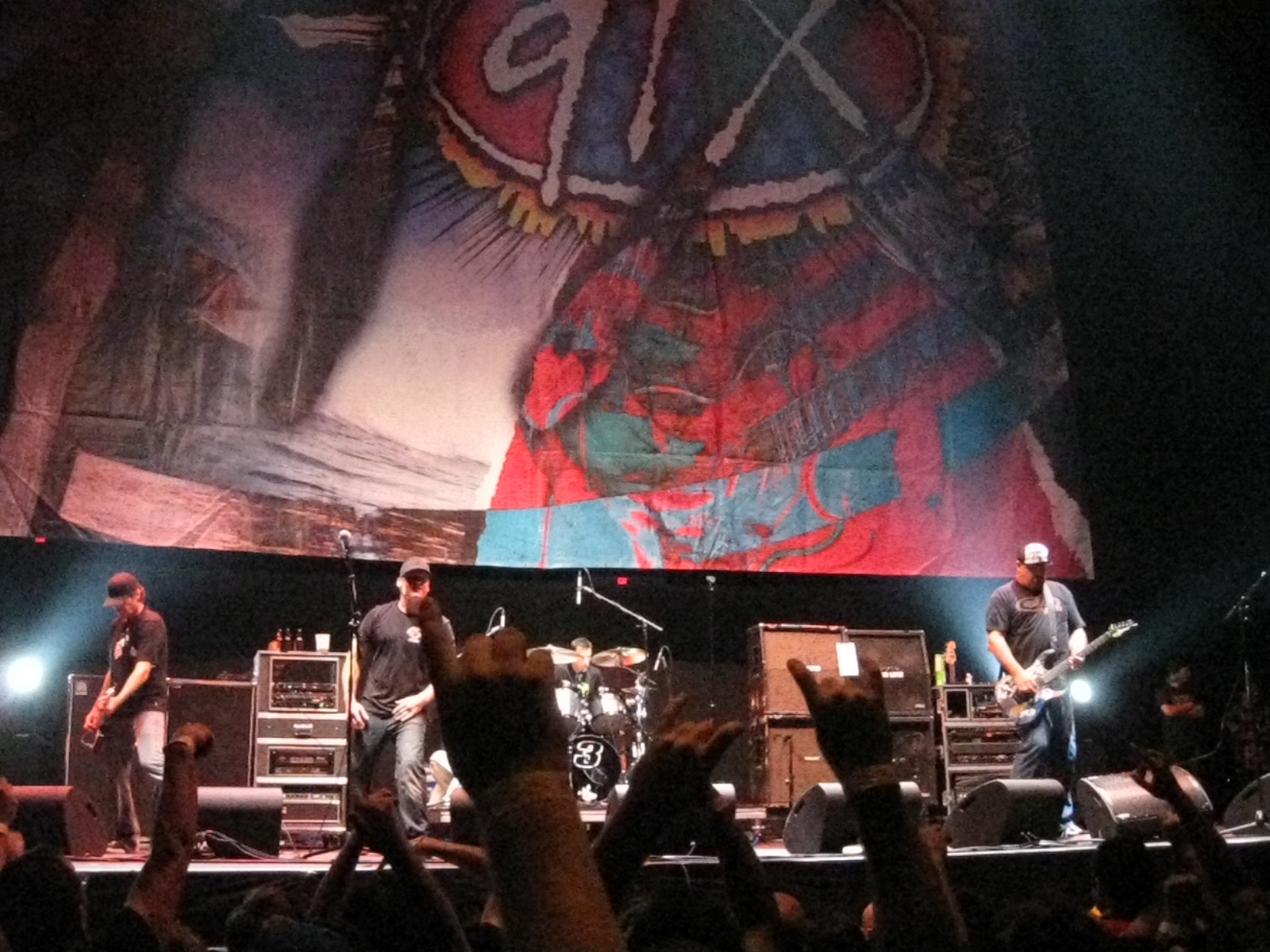
Pennywise en 2011 avec Zoli Téglás (deuxième en partant de la gauche).

Zoli Téglás, chanteur du groupe punk OC hardcore/punk Ignite, endosse le chant pendant le Smokeout Festival de 2009, pendant que Lindberg filme un documentaire, The Other F Word, inspiré de son livre Punk Rock Dad: No Rules, Just Real Life. Le 16 février 2010, Téglás est annoncé comme remplaçant permanent de Jim.

## Membres

### Membres actuels
- Jim Lindberg – chant solo (1988–1991, 1992–2009, depuis 2012)
- Fletcher Dragge – guitare, chœurs (depuis 1988)
- Randy Bradbury – basse, chœurs (1992, depuis 1996)
- Byron McMackin – batterie, chœurs (depuis 1988)

### Anciens membres
- Jason Thirsk – basse, chœurs (1988–1996 ; décédé), chant solo (1992)
- Zoli Téglás – chant (2010–2012)

### Membre de tournée
- Dave Quackenbush – chant (1992)

## Discographie
- 1989 : Word From The Wise/ Wildcard
- 1991 : Pennywise (réédité en 2005)
- 1993 : Unknown Road (réédité en 2005)
- 1995 : About Time (réédité en 2005)
- 1997 : Full Circle (réédité en 2005)
- 1999 : Straight Ahead
- 2000 : Live@The Key Club
- 2001 : Land of the Free?
- 2003 : From the Ashes
- 2005 : The Fuse
- 2008 : Reason to Believe
- 2012 : All or Nothing
- 2014 : Yesterdays
- 2018 : Never Gonna Die

## Clips
- Society
- F**k Authority
- Same Old Story
- Alien
- Homesick
- Knocked Down
- My God
- The Western World

Il y a aussi bien d'autres vidéos mais ce sont des « LIVE ». Il y a entre autres :
- Bro Hymn (06-19-01)
- Something to Change (live on kilborn)
- Waiting (10-03-03)
- Warped Tour (07-02-99)
- My Own Way of Life (live à Hollywood en 2001)
- Minor Threat (live à la house of blues le 06-19-01)